# (5951) Alicemonet
(5951) Alicemonet est un astéroïde de la ceinture principale.

## Description
(5951) Alicemonet est un astéroïde de la ceinture principale. Il fut découvert le 7 octobre 1986 à la station Anderson Mesa par Edward L. G. Bowell. Il présente une orbite caractérisée par un demi-grand axe de 2,20 UA, une excentricité de 0,22 et une inclinaison de 5,4° par rapport à l'écliptique.

## Compléments